# Simalio
Simalio là một chi nhện trong họ Clubionidae.